# Grevillea olivacea
Espèce
Classification phylogénétique
Grevillea olivacea est une espèce d'arbuste de la famille des Proteaceae endémique dans le sud-ouest de l'Australie-Occidentale.
Il peut mesurer jusqu'à 4 mètres de hauteur et produit des fleurs rouges, orange ou jaunes entre juin et octobre (du début de l'hiver au milieu du printemps) dans son aire naturelle.
L'espèce a été décrite pour la première fois par le botaniste Alexander Segger George en 1974.